# U dobru i zlu (telenovela)
U dobru i zlu hrvatska je telenovela autorice Nataše Buljan koja je s prikazivanjem krenula 9. rujna 2024. godine na kanalu Nova TV.

## Radnja
Veljko Srića vodi naizgled savršen život kao uspješan poduzetnik, voljeni suprug i otac troje djece. Međutim, skriva šokantnu tajnu staru 25 godina – paralelni život i drugu obitelj u Sarajevu. Nakon što sazna da mu je ostalo samo dva mjeseca života, odlučuje se suočiti s istinom i okupiti obje obitelji. Njegovo priznanje izaziva lavinu emocija, sukoba i nepredvidivih događaja.

## Pregled serije
Nova TV započela je emitiranje serije 9. rujna 2024., posljednja  epizode prve sezone emitirana je 3. lipnja 2025. Na jesen 2025. počet će emitiranje 2. sezone serije.
| Sezona | Sezona | Epizode | Prvo prikazivanje | Prvo prikazivanje |
| Sezona | Sezona | Epizode | Premijera         | Finale            |
| ------ | ------ | ------- | ----------------- | ----------------- |
|        | 1.     | 166     | 9. rujna 2024.    | 3. lipnja 2025.   |
|        | 2.     | n.p.    | jesen 2025.       | n.p.              |

## Glumačka postava
| Glumac / ica              | Lik                             | Opis lika |
| ------------------------- | ------------------------------- | --- |
| Filip Juričić             | Veljko Srića                    | Glavni muški lik. Poduzetnik, Marinin i Ivanin suprug. Slavenov najbolji prijatelj. Veljko je uspješan poduzetnik koji vodi građevinsku firmu sa svojim najboljim prijateljem Slavenom. U studentskim danima poznao je svoju suprugu Ivanu, studenticu medicine. Njihov brak temelji se na harmoniji i svakodnevici, a imaju blizance, Jakova i Niku. Veljkova glavna životna ambicija je biti dobar otac i brinuti se za obitelj. Međutim, Veljko vodi dvostruki život. Na poslovnom putu u Bosni upoznaje Marinu, profesionalnu cheficu, i s njom započinje vezu. Kada sazna da je Marina trudna, odlučuje se oženiti je, i tako se nađe u dva braka istodobno. Jedina osoba koja zna za njegovu tajnu je njegova majka Divna. Veljko se trudi balansirati između dvije obitelji, ali njegov dvostruki život dolazi do kraja kada sazna da ima neoperabilni tumor i samo dva mjeseca života. Suočen sa smrću, mora priznati svoju tajnu i suočiti se s posljedicama svojih odluka.     |
| Mirna Medaković Stepinac  | Marina Srića                    | Glavni ženski lik. Snažna i samostalna žena, upoznala je Veljka dok je on radio na terenu u BiH. Ponosna je na njegovu radišnost i uspjeh, nikada mu ne zamjerajući što ga često nema kod kuće. Marina je izgradila svoj život zahvaljujući snalažljivosti, a svoju djecu, Mira i Leu, odgojila je da budu samostalni i samopouzdani. Kao vrhunska chefica, Marina je vješta u pripremi svih vrsta jela, od domaćih do fine kuhinje. Nakon što sazna da Veljko ima drugu ženu, Marina prolazi kroz šok i želju za osvetom, ali na kraju donosi pragmatičnu odluku. Veljko ju stavlja u situaciju gdje mora birati između života na ulici ili dijeljenja kućanstva s Ivanom. |
| Iva Mihalić               | Ivana Oreb Srića                | Glavni ženski lik. Stručnjakinja za bračnu terapiju koja je nakon studija medicine i specijalizacije iz psihijatrije preusmjerila svoju karijeru na psihoterapiju. U svojoj privatnoj ordinaciji postala je najviši autoritet za bračnu terapiju u regiji. Ivana je autorica dviju knjiga o partnerskim odnosima. Prva knjiga, “Laži o ljubavi”, postala je bestseler, dok je druga, “Udvoje bez dvojbi”, također imala potencijal za uspjeh. Ivana je poznata po svojoj sposobnosti da balansira mnoge obaveze - tijekom druge trudnoće napisala je svoj prvi bestseler, uvijek je sređena i redovito ide na pilates. Međutim, zbog svoje potrebe da drži konce u rukama i ne pokazuje slabosti, ima problema s uspostavljanjem ženskih prijateljstava. Posebno je slaba na sina Jakova, kojem često oprašta više nego drugima. Nakon što je javnost saznala za bračni brodolom, pacijenti su prestali tražiti njezine usluge, što je dovelo do raspada karijere i obitelji.            |
| Ksenija Pajić             | Divna Srića                     | Veljkova majka. Odgojila ga je kao samohrana majka nakon što ih je njezin muž Božidar napustio zbog druge žene. Iako joj nije bilo lako, uvijek je držala do dobrog obrazovanja, kulture i finih manira. Divna je jedina koja zna za Veljkov dvostruki život. Njezin najveći strah je da će je obitelj prezreti zbog te tajne i da će završiti u staračkom domu. Ona voli svog sina više od svega i ponosi se njegovim uspjehom. Veljko se prema njoj odnosi zaštitnički i voli joj udovoljiti, a ona to ponekad koristi. Divna obožava svoje unuke i dobro ih poznaje. Zabavna je i duhom mlada baka s kojom je lako razgovarati. Nakon što se sazna za Veljkovu tajnu, učinit će sve da ponovo stekne povjerenje svojih unuka. Voli glazbu i ples, često ide na koncerte klasične glazbe i umirovljeničke plesnjake. Njen vječni udvarač je Ljudevit, susjed koji ju neumorno zove na piće, što ona odbija                                                                             |
| Toma Medvešek             | Jakov Srića                     | Veljkov i Ivanin sin te Nikin blizanac. Buntovnik i vječni student koji stalno mijenja fakultete. Iako je pametan, nezreo je i nesiguran, te je skoro završio medicinu, ali je odustao. Jakov krije svoju osjećajnu i kreativnu stranu, ponašajući se kao nedodirljivi frajer kako bi sakrio svoju ranjivost i nesnalažljivost. Multitalentiran je i uspješan u svemu čega se primi, ali brzo odustaje. Ima težak odnos s ocem, svjestan da je razočaranje, dok je njegova sestra Nika očeva miljenica. Unatoč tome, Jakov i Nika su vrlo bliski i vjeruju jedno drugome. Jakov je u vezi s Unom, lijepom kćeri očevog poslovnog konkurenta Joce Praljka. |
| Lana Ujević Telenta       | Nika Benčić (djev. Srića)       | Kći Veljka i Ivane, blizanka Jakova, te Tomina supruga. Od malih nogu pokazivala je izvrsnost u svemu što je radila, bila je odlična učenica, igrala tenis, voljela konje i svirala klavir. Trenutno radi kao arhitektica u očevoj firmi, iako je zanimaju drugačiji arhitektonski poslovi. Nika se nalazi u dilemi između obaveza prema obiteljskom poslu i vlastitih želja. Nakon što Veljko prizna kakav je život vodio, Nika je prva koja mu pruža podršku. Ona će biti prva kojoj će Veljko priznati da umire, a Nika će čuvati tu tajnu i braniti ga pred obitelji. Ova situacija će je dovesti u sukobe s obitelji, ali će joj također pomoći da očvrsne i nauči živjeti bez tuđeg odobravanja. |
| Filip Budimir             | Vili Srića                      | Najmlađi sin Veljka i Ivane, znatno mlađi od svoje starije braće i sestara. Zbog oca koji često putuje i majke koja je vrlo ambiciozna i zauzeta, Vili se često osjeća usamljenim. Iako dobiva sve što želi i obitelj je nježna prema njemu, članovi obitelji nemaju puno vremena za njega.Zbog toga Vili misli da mora “zaslužiti njihovu pažnju” i pokazuje im samo svoje dobre strane, što ga ponekad čini ljubomornim. Ima bogat unutarnji svijet i maštu, voli čitati, ali nije sportski tip jer se boji ozljeda i zabrinjavanja majke. Njegova vršnjakinja, polusestra Lea, odmah će ga prihvatiti i probuditi njegovu hrabru, avanturističku stranu. |
| Ammar Mešić               | Kašmir Srića "Miro"             | Stariji sin Marine i Veljka. Ima urođenu karizmu, slično kao i njegov otac Veljko. Ljudi mu se prirodno otvaraju i povjeravaju, a često je privlačan ženama svih dobi i bračnih statusa. Iako još nije našao “onu pravu”, sklon je nepromišljenim avanturama koje ga često dovode u probleme. Veljko vidi Kašmira kao svog nasljednika i potiče ga u tom smjeru. Kašmir upisuje fakultet građevine i pokazuje se talentiranim, što Veljko pripisuje svojim genima. Od malena se ugledao na oca i želio postati uspješan građevinski poduzetnik i obiteljski čovjek poput njega. Za razliku od svog brata Jakova, koji se cijeli život sukobljava s ocem, Kašmir potiskuje svoj bijes i razočaranje. On “kažnjava” oca povlačenjem odanosti i nakon preseljenja u Zagreb traži svoj put. Zaljubljuje se u Unu, ne znajući da je ona djevojka njegovog polubrata i kći očevog poslovnog suparnika.                                                                                         |
| Ivona Dragaš Bilogrević   | Lea Srića                       | Devetogodišnja djevojčica, mlađa kći Veljka i Marine. Ona je glasna, znatiželjna i samopouzdana, uvijek jasno izražava svoje želje i protestira protiv onoga što joj se ne sviđa. Umjesto igranja s lutkama, radije se penje po drveću i utrkuje. Lea je vrlo perceptivna i svjesna svijeta odraslih, unatoč svojoj mladosti. Odmah se povezuje sa svojim polubratom i vršnjakom Vilijem, iako često iskušava njegove granice. Lea je odvažnija od Vilija i često ga nagovara na razne nepodopštine, zbog čega oboje često upadaju u nevolje. Zajedno čine pravi tim i izvlače najbolje jedno iz drugog. |
| Martina Stjepanović Meter | Zrinka Oreb                     | Ivanina mlađa sestra. Često ulazi u kratkotrajne veze, uvijek vjerujući da je pronašla “onog pravog”, ali se svaki put suočava s ljubavnim razočaranjem. Ivana u Zrinkinom životu vidi primjer kamo može odvesti slušanje srca umjesto razuma. Zrinka nikada nije mogla imati djecu, ali jako voli svoje nećake i s njima ima poseban prijateljski odnos. Radi kao predavačica u školi stranih jezika i često se žali na svoje polaznike. Ivana je slaba na Zrinku i često joj oprašta kada je iznevjeri. Iako se često sukobljavaju, Zrinka se ne boji otvoreno suprotstaviti Ivani i reći joj stvari koje se drugi ne usuđuju. Zamjera joj što se drži kao da je bolja od svih i uvijek u kontroli. |
| Ostali                    |                                 | |
| Enes Vejzović             | Josip Praljak "Joco"            | Građevinski poduzetnik. Dobro povezan sa zagrebačkim podzemljem, iako je sam manje opasan od svojih suradnika. Zavidi Veljku na njegovoj omiljenosti i šarmu, te lakoći kojom sklapa poslove. Smatra da Veljko prelako dobiva stvari u životu i nije tako fin kao što svi misle. U ljubavi je Joco otvorenog srca, čak i naivan. U Petri ne vidi sponzorušu, već poštenu i sposobnu djevojku koja je odrasla u skromnim okolnostima. Jocu nije briga što drugi misle; ako je on voli, očekuje da je i drugi poštuju. Joco je konkretan i pragmatičan čovjek – ako nešto želi, poduzima sve što je potrebno da to i dobije. Petru voli i planira je oženiti. O stvarima ne razmišlja previše, već djeluje. Jedino kad je Una u pitanju, Joco više razmišlja i spreman je biti tolerantan. Teško mu je balansirati između kćeri i zaručnice. |
| Marija Klanac             | Una Praljak                     | Jocina kćer jedinica. Odrasla je u mutnom miljeu zbog očevih poslova na rubu kriminala. Iako je Joco štitio obitelj od svojih aktivnosti, Una je navikla dobiti što želi, nesvjesno računajući na tatinu zaštitu. Unatoč tome, Una je težila drugačijim vrijednostima i u spomen na pokojnu majku, poznatu glumicu, odlučila se za studij glume u Sarajevu. Iako je bila lijepa i talentirana, Una je tijekom studija shvatila da gluma nije njezin poziv te se vratila u Zagreb bez jasne ideje što dalje. Prezire Jocinu mladu djevojku Petru, smatrajući da iskorištava njenog oca. Sukob između Une i Petre eskalira kada sazna za njihovu zaruku, što utječe na Unin blizak odnos s ocem. Una je u vezi s Jakovom, ali shvaća da ga više ne voli i skuplja snagu da ga ostavi, svjesna njegove ranjivosti. Zaljubljuje se u Mira, no okolnosti ih brzo razdvoje. Iako se bore protiv okolnosti i jedno protiv drugog, njihovi osjećaji samo postaju jači.                           |
| Katarina Baban            | Petra Majdak Praljak            | Jocina supruga i bivša ljubavnica Crnog. Razočarana u Crnog, koji nikako da ostavi svoju suprugu, Petra pristaje na Jocinu prosidbu. Joco je iskren u svojim namjerama i doista voli Petru, a ona je privučena životom koji joj obećava. Vjeruje da će je Joco, kao zanosnu ljepoticu, držati kao kap vode na dlanu, dok će ona uživati u blagodatima braka s bogatim poduzetnikom. Joco joj omogućuje vođenje privatnog biznisa, kafića, i na sve ju načine podržava. Međutim, Petra ubrzo shvaća da život s građevinskim poduzetnikom koji živi na rubu kriminala nije nimalo jednostavan. Iako nije lijena, Petra bi radije provodila dane brinući se o kući, svom izgledu i naručivanju stvari s interneta, što se pokazuje nemogućim u stvarnosti. Lorenina biološka majka. |
| Tanja Smoje               | Ružica "Ruška"                  | Jocina knjigovotkinja, a ujedno i sestra njegove pokojne supruge koja je stradala u prometnoj nesreći. Bez vlastite obitelji, Joco i Una su joj sve na svijetu, a ona je i njegova desna ruka u poslu. Ružica je spremna “dotjerivati” poslovne knjige i povremeno kršiti zakon kako bi zaštitila svoje najbliže. Također, zaštitnički je nastrojena prema Uni i ne voli Petru, novu Jocinu suprugu, koju smatra prepotentnom. |
| Igor Kovač                | Slaven Poje                     | Najbolji Veljkov prijatelj. On i Veljko su se upoznali na fakultetu, a Slaven je bio kum na vjenčanju Veljka i Ivane. Iako voli Veljka, zavidi mu na njegovoj lakoći življenja, popularnosti i supruzi Ivani, u koju je potajno zaljubljen. Ta zaljubljenost je toliko skrivena da ni sam Slaven nije svjestan svojih osjećaja dok Veljkova tajna ne izađe na vidjelo. Slaven je zakleti neženja s motom “uvijek kum, nikad mladoženja”. Njegove djevojke nikada ne prelaze određenu dob i ne veže se za njih dugoročno. Puno pažnje posvećuje svom izgledu, oblači se i ponaša mlađe od svojih godina, te ga brine starenje. Često provodi noći vani, zadnji napušta klubove i kafiće, te prati sve trendove i zna sva popularna mjesta u gradu. Iako rado časti i pokazuje velikodušnost prema poslovnim suradnicima i ženama, to je ponašanje preuzeo od Veljka, jer mu nije prirodno da “odriješi kesu”. Posebno se užasava djece, jer smatra da bi mu dijete uništilo životni stil. |
| Momčilo Otašević          | Zvonimir Crnogorac "Zvone/Crni" | Negativac, jedan od glavnih kriminalaca u građevinskom svijetu, službeno investitor, a neslužbeno kamatar. On nema problema s posuđivanjem novca suprotstavljenim taborima, jer ga zanima samo povrat uloženog novca s velikom kamatom. Strogo odvaja privatni život od poslovnog, a u poslu nema mjesta za osjećaje. Mrzi neprofesionalnost, prazne riječi i laži. Njegov privatni život je tajna i trudi se da tako i ostane. Ima svoje principe, ali malo tko ih zna. Opće mišljenje je da je najbolje ne imati posla s njim, jer njegove prijetnje nisu isprazne i ne preza ni pred čim. U braku je s Gabrijelom, što je brak iz interesa. Gabrijela ne zna da ju Crni vara i da ima ljubavnicu. Lorenin biološki otac. |
| Filip Detelić             | Toma Benčić                     | Tjelesni čuvar Zvonimira Crnogorca. Nikin suprug. Snažan muškarac srednjih godina, u izvrsnoj fizičkoj formi. Njegov šarmantan, dječački osmijeh skriva opasan pogled. Kao desna ruka Crnome, Toma je pouzdan, te mu Crni potpuno vjeruje. Mentalno je stabilan i teško ga je izbaciti iz takta. Obavlja sve prljave poslove za Crnoga i zna mnoge tajne uglednih ljudi. |
| Jelena Miholjević         | Sanja Šimat                     | Kućna pomoćnica u obitelji Srića. Vrlo je dobro upućena u kućanstvo i obiteljski život obitelji Srića, zna gdje se nalazi svaki predmet i koje alergije imaju članovi kućanstva. Također, zna i njihove tajne koje povjerava samo svom mužu Dragi. Sanja je jednostavna, pragmatična, praktična, jasna, mudra i topla osoba. Zbog svoje diskretnosti i poštovanja prema privatnosti drugih, Ivana je cijeni i poštuje, a i Sanja nju. Prije mnogo godina, Sanja je slučajno otkrila tragove Veljkove nevjere, ali je odlučila ne reći Ivani. Lorenini usvoitelji. |
| Robert Plemić             | Drago Šimat                     | Zaštitar. Voli svoj posao, iako je slabo plaćen. Vrijedan je i pošten, ali i nepovjerljiv i ponosan. Vjeruje da je život težak i da se bogatstvo stječe nepoštenim metodama. Njegov odnos prema Veljku i Ivani je složen. S jedne strane ih voli i želi im sve najbolje, ali se ponekad pita zašto su oni uspješniji od njega. Smatra da je život nepravedan, a Ivanine geste dobrote, poput darivanja stvari koje njezinoj obitelji ne trebaju, doživljava kao poniženje. Unatoč tome, Drago pomaže u kućanstvu kada je Veljko odsutan, obavljajući razne popravke uz malu naknadu. Lorenini usvoitelji. |
| Lena Medar                | Lorena Šimat                    | Studentica novinarstva. Uz studij radi kao konobarica i dostavljačica. Od malena je naviknuta na neimaštinu i naučila je da se mora sama snalaziti jer joj nitko neće ništa servirati na pladnju. Poznaje Veljkovu obitelj od djetinjstva i odrasla je s Nikom i Jakovom. S Jakovom ima prijateljski antagonizam – stalno se podbadaju i ne propuštaju priliku jedno drugome nešto spustiti. Od svoje 16. godine Lorena je svjesna da prema Jakovu osjeća nešto više, ali se boji to priznati jer ga ne želi izgubiti kao prijatelja. Petrina i Zvonimira "Crni" vanbračna kćer, a Gabrijelina poćerka. |
| Žarko Radić               | Ljudevit Mrkonjić "Ljubo"       | Uglađeni i pomalo dosadni susjed Divne. Živi sam jer mu je supruga u domu za starije i nemoćne. U slobodno vrijeme pokazuje simpatije prema Divni, nadajući se da će mu biti društvo, no Divna izbjegava njegovo društvo unatoč njegovoj pažljivosti i dobronamjernosti. Ljubo je razgovorljiv, neposredan, iskren i znatiželjan. Nije ga lako uvrijediti i vrlo je strpljiv. Redovno posjećuje svoju suprugu, ali s vremenom se pomirio s njihovom razdvojenošću i više ne pati kao na početku. |
| Iva Šimić Šakoronja       | Željka Ljubek                   | Veljkova tajnica, karakterizirana kao perfekcionistica i štreberica. Njena glavna osobina je pretjerana pažnja prema sitnicama, posebno u organizaciji ureda i administraciji. Međutim, ova osobina često dovodi do toga da propušta važnije aspekte posla. Unatoč čestim pogreškama u radu (poput miješanja termina sastanaka ili slanja pošte na krive adrese), Veljko je zadržava na poslu zbog svoje odanosti. Željka tvrdi da uči na svojim greškama, ali u stvarnosti teško mijenja svoje navike. U privatnom životu, Željka živi sa starijom majkom i dvije mačke. Čini se da odgađa osamostaljenje, čekajući "pravu priliku" za to. |
| Dora Dimić Rakar          | Tereza                          | Uspješna odvjetnica koju često angažiraju poznate osobe i bliska je prijateljica Nike. Ambiciozna je sanjarka koja može biti prgava i neumoljiva kada netko dovede u pitanje njezine stavove i odluke. Kao dijete razvedenih roditelja, nikada nije upoznala svog oca. |
| Tena Jeić Gajski          | Gabrijela Crnogorac             | Supruga Crnog. Zgodna, sređena i njegovana, te djeluje mirno i povučeno. Živi lagodnim životom zahvaljujući muževom novcu, ne brinući se previše o porijeklu njihove imovine i luksuza. Međutim, kada počne željeti više od njihovog odnosa i shvati da je Crni vara, u njoj se budi želja za slobodom. Lorenina maćeha. |

### Gostujuće uloge
- Merima Lepić-Redžepović kao Majda, Marinina prijateljica
- Amar Bukvić kao Darko Bratoš, liječnik i primarijus
- Iskra Jirsak kao Vesna Vrhovski, medicinska sestra
- Armin Čatić kao vlasnik restorana
- Irena Matas kao Đurđa, medicinska sestra
- Vini Jurčić kao Andrea, djevojka u automobilu
- Mijo Kevo kao Novak, Jocin vozač
- Minea kao voditeljica
- Josipa Oršolić kao Sara
- Marija Borić kao Vera
- Krunoslav Klabučar kao Ivanin pacijent
- Ana Begić Tahiri kao Vilma Magdić, konobarica
- Anja Matković kao policijska službenica
- Stjepan Perić kao Miroslav Šarinić, izdavač Ivanine knjige
- Aleksandar Cvjetković kao Zdravko Šimunić, policijski inspektor
- Antonija Stanišić kao doktorica
- Mladen Čutura kao Željko, uposlenik gradilišta
- Marin Klišmanić kao Dino Zlodin, novinar i Zrinkin bivši dečko
- Ana Uršula Najev kao mlađa Dijana Praljak † [2]
- Jadranka Elezović kao Magda, Divnina susjeda
- Draško Zidar kao majstor
- Anđela Ramljak kao agentica za nekretnine
- Sara Moser kao policajka
- Barbara Nola kao članica komisije
- Amar Selimović kao Damjan Vukušić, uposlenik policije i Marinin bivši dečko
- Matino Antunović kao Krešimir Štritof, Petrin organizator vjenčanja
- Željko Duvnjak kao vlasnik vikendice
- Robert Ugrina kao Anđelko, Jocin vjenčani kum
- Danijela Evđenić kao Greta
- Nadia Cvitanović kao Klaudija Kraljević, inspektorica i Damjanova cimerica
- Ivan Glowatzky kao Frane, Veljkov prijatelj
- Goran Grgić kao Vjeran Kovač, redatelj i Unin bivši profesor
- Jasna Bilušić kao Melita Mrkonjić, Ljubina supruga
- Vinko Kraljević kao Rudolf "Rudi"
- Mirjana Sinožić kao Marica, Jocina teta
- Klara Fiolić kao Paula, Unina prijateljica s fakulteta
- Milan Pleština kao Rale
- Rade Radolović kao medicinski tehničar
- Nino Lehki kao Lovro "Felga"
- Mirela Brekalo kao Renata Lukin, ravnateljica sirotišta
- Ines Bojanić kao Dubravka, Željkova supruga
- Barbara Prpić kao casting agentica
- Barbara Rocco kao Estera, vidovnjakinja
- Csilla Barath Bastaić kao Nevenka
- Lucia Stefania Glavich Mandarić kao Ida, Unina prijateljica
- Sandra Lončarić kao Filipa Majdak, Petrina majka
- Tomislav Šalov kao "Hrc" Hrvoje Markuš, kriminalac

## Promocija
Službena najava serije objavljena je 8. kolovoza 2024., gdje je navedena i glumačka postava.

## Snimanje
Snimanje je krenulo u sredinom lipnja 2024. po Zagrebu i novim studijskim prostorima.

## Zanimljivosti
- Televizijsku premijeru prve epizode pratilo je oko 440.000 gledatelja, a ukupno je dosegla 685.000. Pozitivne reakcije publike potvrđene su i na društvenim mrežama te digitalnim platformama.[6]

## Vanjske poveznice
- Službena stranica na Nova TV
- U dobru i zlu u internetskoj bazi filmova IMDb-a
- Popis suradnika serije U dobru i zlu Nova TV – Arhivirana inačica izvorne stranice od 8. rujna 2024. (Wayback Machine)